# Nicholas Hope
Nicholas Hope est un acteur australien, né le 25 décembre 1958 à Manchester en Angleterre.
Il est notamment connu pour avoir joué le rôle principal du film Bad Boy Bubby en 1993.

## Biographie
Nicholas Hope commence sa carrière de comédien en 1989 au théâtre, avant d'être révélé au cinéma en 1993 pour son interprétation de Bubby dans Bad Boy Bubby, pour laquelle il reçoit un AFI Award l'année suivante.
Dans les années 2010, tout en poursuivant sa carrière de comédien et d'acteur, il enseigne dans ces domaines.

## Filmographie
Sauf indication contraire, les informations mentionnées dans cette section peuvent être confirmées par les bases de données cinématographiques IMDb et Allociné,  présentes dans la section « Liens externes ».

### Acteur

#### Cinéma

##### Longs métrages
- 1993 : Bad Boy Bubby : Bubby
- 1994 : Exile : MacKenzie
- 1996 : Grand Nord : le shérif Lamont
- 1997 : Henry Fool : père Hawkes
- 1999 : Un jour sans soleil (no) (En dag til i solen) : père Mark
- 2000 : La Déesse de 1967 (The Goddess of 1967) : grand-père
- 2000 : Au sortir de la nuit (Når mørket er forbi) : Edvin
- 2002 : Scooby-Doo : Old Man Smithers
- 2003 : Gauguin (Paradise Found) : Maurrin
- 2003 : The Night We Called It a Day (en) : Phil
- 2004 : Anacondas : À la poursuite de l'orchidée de sang (Anacondas: The Hunt for the Blood Orchid) : Christian Van Dyke
- 2006 : Uro
- 2007 : Bitter Flowers (Varg Veum: Bitre Blomster)[4] : Warren Donaldson
- 2008 : Pause-déjeuner (Lønsj) : le restaurateur
- 2012 : Redd Inc.
- 2013 : Double Happiness Uranium
- 2015 : Le Secret des Finch (en) (The Daughter) : Peterson
- 2015 : Truth : Le Prix de la vérité (Truth) : Marcel Matley
- 2018 : Slam : Pete, le journaliste
- 2020 : Invisible Man (The Invisible Man) : le chef de service de l'hôpital
- 2022 : The Drover's Wife: The Legend of Molly Johnson (en) : le juge Eisenmangher
- 2022 : Moon Rock For Monday (en) : The Bobbins
- 2023 : Limbo : Joseph

##### Courts métrages
- 1989 : Confessor Caressor
- 2016 : Sandwich : Larry
- 2018 : Henry Needs a New Home : Henry

#### Télévision

##### Téléfilms
- 2004 : À découvert (Fallen) : Edridge
- 2006 : Who Killed Dr Bogle and Mrs Chandler? (en) : Geoffrey Chandler
- 2008 : The Prime Minister is Missing : William McMahon
- 2009 : 3 Acts of Murder (en) : Harry Manning

##### Séries télévisées
- 2015 : Gallipoli (en) (mini-série) : Walter Braithwaite
- 2016 : Ash vs. Evil Dead, saison 2, épisodes 9 et 10 : professeur Raymond Knowby
- 2017 : Cleverman, saison 2, épisodes 2, 3 et 5 : Dr. Mitchell
- 2017 : Jade of Death, 6 épisodes : Wilkins
- 2018 : Picnic at Hanging Rock (en), 4 épisodes : Colonel Fitzhubert

#### Jeux vidéo
- 2016 : VR Noir : Randall
- 2018 : Awake: Episode One : Shadow

### Autres
- 2010 : Complicity (court métrage) - réalisateur, scénariste et producteur
- 2019 : The Reckoning of Christian Spencer (court métrage) - producteur

## Distinctions
Sauf indication contraire, les informations mentionnées dans cette section peuvent être confirmées par la base de données cinématographiques IMDb,  présente dans la section « Liens externes ».

### Récompense
- Australian Film Institute Awards 1994 : meilleur acteur dans un rôle principal pour Bad Boy Bubby

### Nominations
- Prix Amanda 1998 : meilleur acteur ou actrice dans un rôle secondaire pour Un jour sans soleil (no)
- International Academy of Web Television Awards (en) 2017 : meilleure performance masculine dans un drame pour Jade of Death
- Equity Ensemble Awards (en) 2019 : meilleure distribution d'ensemble dans une mini-série ou un téléfilm pour Picnic at Hanging Rock (en) (nomination partagée avec 14 autres interprètes de la mini-série)

## Publication
- 2004 : Brushing the Tip of Fame